# Mauricio Pellegrino
Mauricio Andrés Pellegrino Luna (Leones, 5 de octubre de 1971) es un exfutbolista y entrenador argentino. Actualmente dirige a Lanús de la Primera División de Argentina.
En su etapa de futbolista, donde destacó en la posición de defensa central, tuvo un importante desempeño en su país jugando en Vélez Sarsfield, antes de dar el salto a Europa donde estuvo ocho temporadas, de las cuales cinco fueron en el Valencia.

## Trayectoria

### Como jugador
Comenzó sus divisiones inferiores en el Club Leones D.A.S. y B. y luego pasó al Club Atlético Sarmiento (en su ciudad natal). Permaneció allí durante 5 años. Sus destacadas actuaciones y las de sus compañeros llevaron al equipo a obtener varios títulos a nivel juvenil y de mayores.

#### Vélez Sarsfield
De allí que muchos clubes de Primera División comenzaron a poner sus ojos sobre el jugador, ejemplo de esto el Club Atlético Vélez Sarsfield, que lo tentó para realizar una prueba en sus instalaciones. Luego de haber superado satisfactoriamente esa prueba inició su trayectoria en las divisiones inferiores de ese club, en donde al igual que en Sarmiento se desempeñaba como volante de marca o de creación a veces. Estuvo convocado a varias selecciones juveniles argentinas y participó del mundial sub-20 de Portugal 1991.
Su estatura hizo pensar a los técnicos de las divisiones inferiores que el puesto de defensor le beneficiaría más, así fue como poco antes de debutar en primera empezó a desempeñarse en una posición en la cancha que luego le sentaría muy bien, la de defensa central izquierdo.
Más tarde debutó en la primera división de Vélez Sarsfield, donde estuvo 8 temporadas. Allí ganó 9 títulos: 3 Torneos Clausura, 1 Torneo Apertura, 1 Copa Libertadores de América, 1 Copa Intercontinental, 1 Copa Interamericana, 1 Supercopa Sudamericana y 1 Recopa Sudamericana. En total disputó más de 150 partidos marcando 12 goles en la Primera División de Argentina.

#### FC Barcelona
En 1998, fue cedido a préstamo al FC Barcelona de la Primera División de España. Con el club catalán debutó el 12 de septiembre de 1998 en un partido ante el Extremadura que terminó 1:0 en favor de su equipo. En su primer año ganó la Liga con su club.

#### Valencia CF
Un año más tarde fue vendido definitivamente al Valencia CF, donde pasó cinco temporadas y ganó cinco títulos: 2 Ligas (2001/02 y 2003/04), una Supercopa de España (1999), una Supercopa de Europa (2004) y una Copa de la UEFA (2003/04). Además, disputó dos finales de la Liga de Campeones; en la segunda final disputada en Milán contra el Bayern de Múnich, erró el último penal de la tanda que dio el título al equipo alemán.  A principios de febrero de 2004 dio un pequeño susto al desmayarse dos veces (en la primera se levanta pero no pudo resistir el mantenerse de pie) durante un encuentro ante el Málaga CF por la liga española debido una lipotimia, estuvo una semana en recuperación, que fue satifactoria.

#### Liverpool FC y Alavés
Luego de no ser tenido en cuenta por el entrenador del Valencia Claudio Ranieri, en enero de 2005 se convirtió en el primer futbolista argentino en jugar en el Liverpool FC de la Premier League inglesa, sin embargo, disputó pocos encuentros y sólo se mantuvo en el club durante media temporada. Para el campeonato 2005-06 fue transferido al Alavés y al finalizar dicha temporada se retiró de la actividad.

### Como entrenador

#### Inicios como asistente
Trabajó de 2006 a 2008 en la cantera del Valencia CF, pasando en 2008 al Liverpool FC como segundo entrenador de Rafael Benítez.
También lo acompañó, durante un paso fugaz, en la dirección técnica del club italiano Inter de Milán, donde llevó al equipo a los octavos de final de la Liga de Campeones y consiguió el título de la Copa Mundial de Clubes de la FIFA.

#### Valencia CF
En mayo de 2012, durante el acto de renovación de patrocinio de la empresa Jinko Solar, el presidente del Valencia CF Manuel Llorente confirmó que el nuevo entrenador para las temporadas 2012/2013 y 2013/2014 será Mauricio Pellegrino, sustituyendo a Unai Emery. Así, Pellegrino viviría su primera experiencia como máximo responsable de un equipo, con el objetivo de mantener al conjunto valenciano en el tercer puesto de la liga española.
Pese a clasificar al Valencia a los octavos de final de la Liga de Campeones 2012-13 a falta de una fecha para que terminara la fase de grupos, el 1 de diciembre de 2012, Mauricio Pellegrino fue destituido como técnico del Valencia tras la derrota de su equipo en Liga frente a la Real Sociedad por 2-5, dejando al conjunto valencianista en mitad de la tabla con 5 victorias, 3 empates y 6 derrotas.

#### Estudiantes de La Plata
El 5 de abril de 2013, se confirmó su incorporación a Estudiantes de La Plata, luego de ser la primera opción de la Comisión directiva encabezada por Enrique Lombardi, para reemplazar a Diego Cagna. El 14 de abril de 2015, la dirigencia del club platense puso fin a su vínculo con el entrenador, luego de la derrota ante Tigre por 2-0 como visitante.

#### Club Atlético Independiente
El 10 de junio de 2015, se anunció que sería el nuevo técnico del Club Atlético Independiente, siendo presentado en el estadio Libertadores de América.
El 14 de agosto de 2015 se convirtió en el DT debutante más exitoso en la historia de Independiente, logrando 6 victorias consecutivas en los primeros 6 partidos.
A pesar de ser resistido en un primer momento por parte de los aficionados, se ganó rápidamente su confianza con las victorias por 3-0 ante su clásico Racing Club y luego por el mismo resultado ante River Plate. La victoria frente a River Plate significó cortar una sequía de 5 años sin poder ganar el clásico y, además, fue la primera derrota por una diferencia de 3 goles que Marcelo Gallardo sufrió como entrenador.
Además logró superar la primera ronda y los octavos de final de la Copa Sudamericana, al vencer a Arsenal y a Olimpia respectivamente. El entrenador quedó eliminado del torneo frente a Independiente Santa Fe en los cuartos de final.
En el Campeonato término quinto realizando la mejor campaña de la década y logrando acceder a Pre-Libertadores, donde llegó a la final ilusionado tras propinarle una histórica goleada por 4-1 a Belgrano en semifinal. En la final cayó frente a su clásico rival Racing por 3-2 en el global quedándose así afuera de la Copa Libertadores 2016.  
El 10 de mayo de 2016 finalizó su labor como DT de Independiente, al finalizar su contrato y no ser renovado. No había logrado clasificar a la Copa Libertadores 2016 y, además, no había cumplido los objetivos en la Copa Argentina, Copa Sudamericana y Copa Argentina de 2015, hechos que incidieron fuertemente en la decisión de no renovar. En el club de Avellaneda dirigió 41 partidos, con 21 victorias, 13 empates y 7 derrotas, totalizando una efectividad en puntos de 61,7%.

#### Deportivo Alavés
El 26 de junio de 2016, se comprometió con el Deportivo Alavés por una temporada más otra opcional, en el regreso del conjunto vasco a Primera División. El equipo vitoriano completó una meritoria primera vuelta de la Liga en la que sumó 23 puntos que le situaron en una cómoda 12.ª posición de la tabla. Finalmente, culminó una gran temporada obteniendo el 9.º puesto en la Liga, sumando 55 puntos. También logró clasificar a su equipo para la final de la Copa del Rey por primera vez en su historia, aunque perdió contra el Fútbol Club Barcelona (3-1). El 29 de mayo de 2017, confirmó que no iba a continuar en el club.

#### Southampton

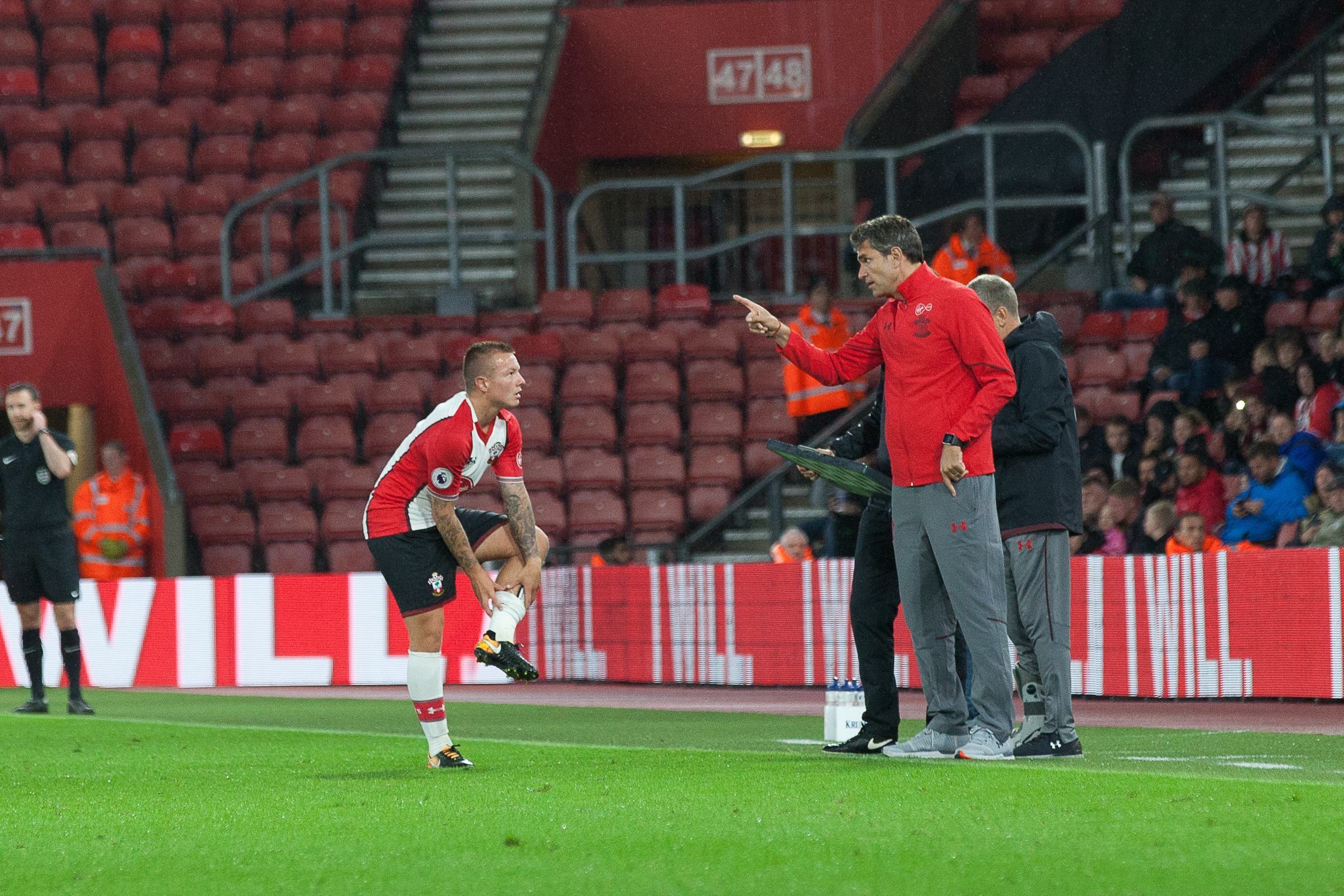
Pellegrino como técnico del Southampton en 2017

El 23 de junio de 2017, firmó un contrato de tres temporadas con el Southampton Sin embargo, a pesar de completar una tranquila primera vuelta, fue despedido el 12 de marzo de 2018, dejando a los Saints en la 17.ª posición de la clasificación tras disputar 30 jornadas de la Premier League.

#### Leganés
El 2 de junio de 2018, fue confirmado como nuevo técnico del Leganés.
El Leganés, reforzado con dos jugadores argentinos (Jonathan Silva y Guido Carrillo) que Pellegrino conocía de su paso por Estudiantes de La Plata, inicia la Liga con un aceptable desempeño, que le permite estar unos pocos puntos por encima del descenso al cumplirse el primer tercio de la competición. En el inicio de la temporada, una mala racha de resultados le llevó a ocupar puestos de descenso (incluso a ser colista dos jornadas) durante diez jornadas. Con la remontada por 2-1 frente al Barcelona, se frenó la sucesión de derrotas con la que fue la primera victoria de la temporada. Con el cambio táctico al 5-3-2 contra el Levante U. D., se encadenó una racha de siete partidos de sin perder (más dos de Copa), mejor racha en Primera del Leganés, y consiguió, tras la victoria ante su exequipo, el Deportivo Alavés, abandonar los puestos de descenso. Para los récords, la victoria más amplia como visitante, 2-4 frente al Real Valladolid C.F.. La primera vuelta se cerró con una victoria frente al último clasificado, la S. D. Huesca por 1-0, con 22 puntos, tres por encima del descenso, y con una sola derrota en Butarque (0-1 frente al Villarreal C.F.). En la segunda vuelta, que comenzó con una derrota por 3-1 en el Camp Nou, el despegue de los puestos de descenso comenzó con la vital victoria en el estadio de Vallecas por 1-2 en los últimos minutos, cuando llegaban empatados a puntos Rayo y Leganés y a tan solo dos sobre el descenso. Tras la victoria abultada por 3-0 frente al Real Betis se perdió en Anoeta por ese mismo resultado, y en el doble enfrentamiento ante equipos valencianos se puntuó: 1-0 frente al Levante UD y 1-1 frente al Valencia CF. Después de dos derrotas consecutivas frente al Atlético en el estadio Metropolitano por 1-0 y frente a la bestia negra del Girona (0-2), se logró una victoria balsámica e importantísima en la lucha por la salvación en el derbi del sur de Madrid frente a un Getafe que peleaba por entrar en Champions (0-2). Se enlazaron cuatro partidos sin perder, con victoria en el descuento frente al Real Valladolid con gol de Guido Carrillo, un empate en el descuento en la visita a Mendizorroza con gol de Jonathan Silva y el empate frente al Real Madrid (primeros puntos en Liga frente a los blancos). La salvación matemática se logró en la victoria tras cuatro partidos sin ganar (derrotas frente a Villarreal y Athletic Club, empate frente al Celta) en la exhibición de la goleada al Sevilla por 0-3 en el Ramón Sánchez Pizjuán, primera victoria de la historia en ese feudo. Pocos días después el club pepinero y el preparador argentino acordaron prolongar su contrato dos temporadas más, hasta 2021.
La temporada 2019-20, sin embargo, comenzó muy mal para el Leganés, que no consiguió ninguna victoria en las primeras 9 jornadas de Liga. El 21 de octubre de 2019, llegó a un acuerdo con el club para rescindir su contrato.

#### Vélez Sarsfield
El 17 de abril de 2020 firmó como nuevo técnico del Vélez Sarsfield en sustitución de Gabriel Heinze.Debutó el 28 de octubre de 2020, en un partido frente a Peñarol, por los dieciseisavos de final de la Copa Sudamericana, empatando 0-0 en el José Amalfitani. En esa misma edición su equipo llegó hasta las instancias de semifinales de la Copa Sudamericana perdiendo contra Lanús 0-1 en la ida y 3-0 en la vuelta.
El 23 de marzo de 2022, dimitió de su cargo tras conseguir una victoria en 7 partidos.

#### Universidad de Chile
El 29 de noviembre de 2022, firmó como nuevo técnico de la Universidad de Chile para la temporada 2023, con contrato por un año. Luego de disputarse la 30° fecha de la Primera División 2023, el 9 de diciembre de 2023 se comunicó que no continuará en el cargo tras terminar su contrato.

#### Cádiz
El 24 de enero de 2024, fue oficializado como nuevo entrenador del Cádiz Club de Fútbol.Tras no conseguir la permanencia del conjunto amarillo, acabó su vinculación con el mismo.

#### Lanús
El 14 de diciembre de 2024, asumió al frente de Lanús y firmó un contrato por una temporada.

## Selección nacional
Fue internacional con la Selección Argentina en 3 ocasiones. Formó parte de la Albiceleste en la Copa América 1997.

### Participaciones en Copa América
| Torneo            | Sede    | Resultado        |
| ----------------- | ------- | ---------------- |
| Copa América 1997 | Bolivia | Cuartos de final |

## Clubes

### Como jugador
| Club             | País       | Año       | PJ  | Goles |
| ---------------- | ---------- | --------- | --- | ----- |
| Vélez Sarsfield  | Argentina  | 1991-1999 | 204 | 12    |
| Barcelona        | España     | 1998-1999 | 24  | 5     |
| Valencia         | España     | 1999-2004 | 214 | 6     |
| Liverpool        | Inglaterra | 2005      | 12  | 3     |
| Deportivo Alavés | España     | 2005-2006 | 14  | 3     |

### Como asistente técnico
| Club           | País       | Año       |
| -------------- | ---------- | --------- |
| Liverpool      | Inglaterra | 2008-2009 |
| Inter de Milán | Italia     | 2010      |

### Como entrenador
| Equipo                       | Div.                | Temporada           | Liga | Liga | Liga | Liga | Liga |    | Copa | Copa | Copa | Copa |    | Internacional | Internacional | Internacional | Internacional | Internacional |   | Otros | Otros | Otros | Otros |     | Totales     | Totales | Totales | Totales | Totales | Totales | Totales | Totales | Totales |
| Equipo                       | Div.                | Temporada           | PD   | G    | E    | P    | Pos. | PD | G    | E    | P    | PD   | G  | E             | P             | Pos.          | PD            | G             | E | P     | PD    | G     | E     | P   | Rendimiento | GF      | GC      | Dif.    | Ptos.   |         |         |         |         |
| ---------------------------- | ------------------- | ------------------- | ---- | ---- | ---- | ---- | ---- | -- | ---- | ---- | ---- | ---- | -- | ------------- | ------------- | ------------- | ------------- | ------------- | - | ----- | ----- | ----- | ----- | --- | ----------- | ------- | ------- | ------- | ------- | ------- | ------- | ------- | ------- |
| Valencia · España            | 1.ª                 | 2012-13             | 14   | 5    | 3    | 6    | Inc. | 2  | 2    | 0    | 0    | 5    | 3  | 1             | 1             | Inc.          | -             | -             | - | -     | 21    | 10    | 4     | 7   | 53.97%      | 34      | 29      | +5      | 34      |         |         |         |         |
| Valencia · España            | Total               | Total               | 14   | 5    | 3    | 6    | -    | 2  | 2    | 0    | 0    | 5    | 3  | 1             | 1             | -             | -             | -             | - | -     | 21    | 10    | 4     | 7   | 53.97%      | 34      | 29      | +5      | 34      |         |         |         |         |
| Estudiantes Argentina        | 1.ª                 | 2012-13             | 12   | 4    | 5    | 3    | 12.º | 3  | 2    | 0    | 1    | -    | -  | -             | -             | -             | -             | -             | - | -     | 15    | 6     | 5     | 4   | 51.11%      | 11      | 7       | +4      | 23      |         |         |         |         |
| Estudiantes Argentina        | 1.ª                 | 2013-14             | 38   | 14   | 17   | 7    | 5.º  | 3  | 2    | 1    | 0    | -    | -  | -             | -             | -             | -             | -             | - | -     | 41    | 16    | 18    | 7   | 53.65%      | 42      | 27      | +15     | 66      |         |         |         |         |
| Estudiantes Argentina        | 1.ª                 | 2014                | 19   | 9    | 4    | 6    | 6.º  | -  | -    | -    | -    | 7    | 3  | 1             | 3             | 1/4           | -             | -             | - | -     | 26    | 12    | 5     | 9   | 52.56%      | 30      | 31      | -1      | 41      |         |         |         |         |
| Estudiantes Argentina        | 1.ª                 | 2015                | 9    | 3    | 2    | 4    | Inc. | -  | -    | -    | -    | 7    | 3  | 1             | 3             | Inc.          | -             | -             | - | -     | 16    | 6     | 3     | 7   | 43.75%      | 19      | 18      | +1      | 21      |         |         |         |         |
| Estudiantes Argentina        | Total               | Total               | 78   | 30   | 28   | 20   | -    | 6  | 4    | 1    | 1    | 14   | 6  | 2             | 6             | -             | -             | -             | - | -     | 98    | 40    | 31    | 27  | 51.36%      | 102     | 83      | +19     | 151     |         |         |         |         |
| Independiente Argentina      | 1.ª                 | 2015                | 15   | 10   | 4    | 1    | 5.º  | 2  | 1    | 0    | 1    | 6    | 2  | 3             | 1             | 1/4           | 3             | 2             | 0 | 1     | 26    | 15    | 7     | 4   | 66.66%      | 36      | 16      | +20     | 52      |         |         |         |         |
| Independiente Argentina      | 1.ª                 | 2016                | 14   | 5    | 6    | 3    | Inc. | 1  | 1    | 0    | 0    | -    | -  | -             | -             | -             | -             | -             | - | -     | 15    | 6     | 6     | 3   | 53.33%      | 19      | 13      | +6      | 24      |         |         |         |         |
| Independiente Argentina      | Total               | Total               | 29   | 15   | 10   | 4    | -    | 3  | 2    | 0    | 1    | 6    | 2  | 3             | 1             | -             | 3             | 2             | 0 | 1     | 41    | 21    | 13    | 7   | 61.79%      | 55      | 29      | +26     | 76      |         |         |         |         |
| Deportivo Alavés · España    | 1.ª                 | 2016-17             | 38   | 14   | 13   | 11   | 9.º  | 9  | 4    | 4    | 1    | -    | -  | -             | -             | -             | -             | -             | - | -     | 47    | 18    | 17    | 12  | 50.36%      | 54      | 49      | +5      | 71      |         |         |         |         |
| Deportivo Alavés · España    | Total               | Total               | 38   | 14   | 13   | 11   | -    | 9  | 4    | 4    | 1    | -    | -  | -             | -             | -             | -             | -             | - | -     | 47    | 18    | 17    | 12  | 50.36%      | 54      | 49      | +5      | 71      |         |         |         |         |
| Southampton Inglaterra       | 1.ª                 | 2017-18             | 30   | 5    | 13   | 12   | Inc. | 5  | 4    | 0    | 1    | -    | -  | -             | -             | -             | -             | -             | - | -     | 35    | 9     | 13    | 13  | 38.09%      | 35      | 47      | -12     | 40      |         |         |         |         |
| Southampton Inglaterra       | Total               | Total               | 30   | 5    | 13   | 12   | -    | 5  | 4    | 0    | 1    | -    | -  | -             | -             | -             | -             | -             | - | -     | 35    | 9     | 13    | 13  | 38.09%      | 35      | 47      | -12     | 40      |         |         |         |         |
| Leganés · España             | 1.ª                 | 2018-19             | 38   | 11   | 12   | 15   | 13.º | 4  | 2    | 1    | 1    | -    | -  | -             | -             | -             | -             | -             | - | -     | 42    | 13    | 13    | 16  | 41.27%      | 41      | 50      | -9      | 52      |         |         |         |         |
| Leganés · España             | 1.ª                 | 2019-20             | 9    | 0    | 2    | 7    | Inc. | -  | -    | -    | -    | -    | -  | -             | -             | -             | -             | -             | - | -     | 9     | 0     | 2     | 7   | 7.41%       | 4       | 14      | -10     | 2       |         |         |         |         |
| Leganés · España             | Total               | Total               | 47   | 11   | 14   | 22   | -    | 4  | 2    | 1    | 1    | -    | -  | -             | -             | -             | -             | -             | - | -     | 51    | 13    | 15    | 23  | 35.29%      | 45      | 64      | -19     | 54      |         |         |         |         |
| Vélez Sarsfield Argentina    | 1.ª                 | 2019-20             | -    | -    | -    | -    | -    | 15 | 8    | 4    | 3    | 8    | 3  | 2             | 3             | 1/2           | -             | -             | - | -     | 23    | 11    | 6     | 6   | 56.53%      | 37      | 26      | +11     | 39      |         |         |         |         |
| Vélez Sarsfield Argentina    | 1.ª                 | 2021                | 25   | 10   | 9    | 6    | 5.º  | 14 | 10   | 2    | 2    | 8    | 4  | 1             | 3             | 1/8           | -             | -             | - | -     | 47    | 24    | 12    | 11  | 59.57%      | 69      | 45      | +24     | 84      |         |         |         |         |
| Vélez Sarsfield Argentina    | 1.ª                 | 2022                | -    | -    | -    | -    | -    | 8  | 2    | 3    | 3    | -    | -  | -             | -             | -             | -             | -             | - | -     | 8     | 2     | 3     | 3   | 37.5%       | 8       | 5       | +3      | 9       |         |         |         |         |
| Vélez Sarsfield Argentina    | Total               | Total               | 25   | 10   | 9    | 6    | -    | 37 | 20   | 9    | 8    | 16   | 7  | 3             | 6             | -             | -             | -             | - | -     | 78    | 37    | 21    | 20  | 56.41%      | 114     | 76      | +38     | 132     |         |         |         |         |
| Universidad de Chile · Chile | 1.ª                 | 2023                | 30   | 11   | 7    | 12   | 9.º  | 2  | 1    | 1    | 0    | -    | -  | -             | -             | -             | -             | -             | - | -     | 32    | 12    | 8     | 12  | 45.83%      | 50      | 42      | +8      | 44      |         |         |         |         |
| Universidad de Chile · Chile | Total               | Total               | 30   | 11   | 7    | 12   | -    | 2  | 1    | 1    | 0    | -    | -  | -             | -             | -             | -             | -             | - | -     | 32    | 12    | 8     | 12  | 45.83%      | 50      | 42      | +8      | 44      |         |         |         |         |
| Cádiz · España               | 1.ª                 | 2023-24             | 17   | 4    | 6    | 7    | 18.º | -  | -    | -    | -    | -    | -  | -             | -             | -             | -             | -             | - | -     | 17    | 4     | 6     | 7   | 35.29%      | 11      | 24      | -13     | 18      |         |         |         |         |
| Cádiz · España               | Total               | Total               | 17   | 4    | 6    | 7    | -    | -  | -    | -    | -    | -    | -  | -             | -             | -             | -             | -             | - | -     | 17    | 4     | 6     | 7   | 35.29%      | 11      | 24      | -13     | 18      |         |         |         |         |
| Lanús Argentina              | 1.ª                 | 2025-A              | 17   | 4    | 9    | 4    | 1/8  | 2  | 2    | 0    | 0    | 6    | 3  | 3             | 0             | *             | -             | -             | - | -     | 25    | 9     | 12    | 4   | 52%         | 28      | 15      | +13     | 39      |         |         |         |         |
| Lanús Argentina              | 1.ª                 | 2025-C              | 5    | 3    | 0    | 2    | -    | 1  | 1    | 0    | 0    | 1    | 0  | 0             | 1             | -             | -             | -             | - | -     | 7     | 4     | 0     | 3   | 57.14%      | 7       | 4       | +3      | 12      |         |         |         |         |
| Lanús Argentina              | Total               | Total               | 22   | 7    | 9    | 6    | -    | 3  | 3    | 0    | 0    | 7    | 3  | 3             | 1             | -             | -             | -             | - | -     | 32    | 13    | 12    | 7   | 53.13%      | 35      | 19      | +16     | 51      |         |         |         |         |
| Total en su carrera          | Total en su carrera | Total en su carrera | 330  | 112  | 112  | 106  | -    | 71 | 42   | 16   | 13   | 48   | 21 | 12            | 15            | -             | 3             | 2             | 0 | 1     | 452   | 177   | 140   | 135 | 49.48%      | 535     | 462     | +73     | 671     |         |         |         |         |
| 1. 2. 3.                     |                     |                     |      |      |      |      |      |    |      |      |      |      |    |               |               |               |               |               |   |       |       |       |       |     |             |         |         |         |         |         |         |         |         |

#### Resumen estadístico
| Competición                   | Partidos | Ganados | Empatados | Perdidos | %      | Resultado        |
| ----------------------------- | -------- | ------- | --------- | -------- | ------ | ---------------- |
| LaLiga                        | 116      | 34      | 36        | 46       | 39.65% | 9.º lugar        |
| Copa del Rey                  | 15       | 8       | 5         | 2        | 64.44% | Subcampeón       |
| Primera División de Argentina | 157      | 64      | 56        | 37       | 52.65% | 5.º lugar        |
| Copa Argentina                | 15       | 11      | 2         | 2        | 77.77% | Cuartos de final |
| Copa de la Liga Profesional   | 34       | 18      | 8         | 8        | 60.78% | Cuartos de final |
| Premier League                | 30       | 5       | 13        | 12       | 31.11% | 18.º lugar       |
| FA Cup                        | 4        | 4       | 0         | 0        | 100%   | Quinta ronda     |
| EFL Cup                       | 1        | 0       | 0         | 1        | 0%     | Primera ronda    |
| Primera División de Chile     | 30       | 11      | 7         | 12       | 44.45% | 9.º lugar        |
| Copa Chile                    | 2        | 1       | 1         | 0        | 66.67% | Cuartos de final |
| Copa Libertadores             | 15       | 7       | 2         | 6        | 51.11% | Octavos de final |
| Copa Sudamericana             | 28       | 11      | 9         | 8        | 50%    | Semifinales      |
| Liga de Campeones de la UEFA  | 5        | 3       | 1         | 1        | 66.67% | Fase de grupos   |
| TOTAL                         | 452      | 177     | 140       | 135      | 49.48% | Sin Títulos      |

## Palmarés

### Como jugador

#### Campeonatos nacionales
| Título                     | Equipo          | País      | Año    |
| -------------------------- | --------------- | --------- | ------ |
| Primera División           | Vélez Sarsfield | Argentina | C-1993 |
| Primera División           | Vélez Sarsfield | Argentina | A-1995 |
| Primera División           | Vélez Sarsfield | Argentina | C-1996 |
| Primera División           | Vélez Sarsfield | Argentina | C-1998 |
| Primera División de España | FC Barcelona    | España    | 1999   |
| Supercopa de España        | Valencia CF     | España    | 1999   |
| Primera División de España | Valencia CF     | España    | 2002   |
| Primera División de España | Valencia CF     | España    | 2004   |

#### Copas internacionales
| Título                 | Equipo          | Sede         | Año  |
| ---------------------- | --------------- | ------------ | ---- |
| Copa Libertadores      | Vélez Sarsfield | Buenos Aires | 1994 |
| Copa Intercontinental  | Vélez Sarsfield | Tokio        | 1994 |
| Copa Interamericana    | Vélez Sarsfield | Buenos Aires | 1996 |
| Supercopa Sudamericana | Vélez Sarsfield | Buenos Aires | 1996 |
| Recopa Sudamericana    | Vélez Sarsfield | Kōbe         | 1997 |
| Copa de la UEFA        | Valencia CF     | Gotemburgo   | 2004 |
| Supercopa de Europa    | Valencia CF     | Mónaco       | 2004 |

### Como asistente técnico
| Título                            | Club           | Sede | Año  |
| Copa Mundial de Clubes de la FIFA | Inter de Milán | EAU  | 2010 |
| --------------------------------- | -------------- | ---- | ---- |